# D-IX
D-IX war eine experimentelle Droge, welche 1944 vom Pharmakologen Gerhard Orzechowski zur Vergabe an deutsche Soldaten entwickelt wurde.
Eine Dosis enthielt 5 mg Oxycodon (Markenname Eukodal, ein schmerzstillendes Opioid), 5 mg Kokain und 3 mg Methamphetamin (Markenname Pervitin). Im Jahr 1944 wurde die experimentelle Droge an Häftlingen des KZ Sachsenhausens für Menschenversuche verwendet. Die Droge sollte in großen Mengen an die deutschen Truppen verteilt werden, das Kriegsende kam diesen Plänen jedoch zuvor. Lediglich an einigen Besatzungsmitgliedern der Kleinst-U-Boote Neger und Biber wurde D-IX getestet.